# 今夜報
今夜報（英語：Kam Yeh Pao）是香港一份已停刊的報紙，於1972年由曾任《明報》總編輯的王世瑜（筆名「阿樂」）創辦，報紙以色情小說、馬經為主，1983年，王世瑜將《今夜報》出售，後來停刊。創辦人王世瑜再次回到《明報》擔任總編輯，至1990年移民加拿大。
今夜報的黃色小報風格盛極一時，其他人爭相模仿，於是出現了《真夜報》、《珍夜報》、《新夜報》等帶有色情的報紙，直至1980年代以後一般報紙開始設風月版，黃色小報被自然淘汰。
1976年9月10日，今夜報以「哈哈哈哈哈哈哈哈哈！一代魔王拉柴」爲題報導毛澤東之死，並有「毛澤東主席千古 遺臭萬年 今夜報仝人笑輓」的啟事。